# 茵陈黄酮
茵陈黄酮（英語：Arcapillin，也称为5,2',4'-三羟基-6,7,5'-三甲氧基黄酮，2′,4′,5-Trihydroxy-5′,6,7-trimethoxyflavone）是一种O-甲基化黄酮，分子式C18H16O8，存在于茵蔯蒿（Artemisia capillaris）等植物中，具有糖苷水解酶和蛋白酪氨酸磷酸酶的酶抑制剂活性。